# 星界の紋章 (ゲーム)
『星界の紋章』（せいかいのもんしょう）は、2000年5月25日にバンダイビジュアルから発売された、森岡浩之のSF小説『星界の紋章』を原作とするプレイステーション用シミュレーションゲーム。開発はNINELIVES。

## 概要
ゲーム開始時に8人のクルー候補の中から4人を選んで各部署に配置し（選んだキャラクターは後に部隊指揮官となる。また選ばなかったキャラクターはゲーム中に登場しない）、これらのキャラクターと艦船ユニットを組み合わせて艦隊を編成し、ステージクリアを目指すシミュレーションゲーム。ステージ数は全部で65。ストーリーは原作小説をベースにしつつオリジナルの展開を見せ、プレイヤーの選択等によって大きく「強襲分艦隊ルート」と「特務艦隊ルート」の2つに分かれる。ゲームクリア時の成績によってストーリーのエンディングが変化する上、主要キャラクターにはそれぞれ3種類のエンディング（後日談）が用意されているため、全てのエンディングを見るためには繰り返し何周もプレイする必要がある。タイトルは「星界の紋章」となっているが、後半は続編である「星界の戦旗」に当たる時期の内容を含んでいる。ゲーム中の表記をアーヴ語に変えるモードを搭載。

## 特典
パッケージ封入特典として、書き下ろし短編「星界の紋章 超外伝 "秘蹟"」を収録した小冊子が付属する。内容は修技生（士官候補生）時代のジントが、代々「委員長」の称号を継承する同期の眼鏡っ娘と知り合うというもの。

## あらすじ
帝国暦952年、十翔長（少佐に相当）に昇進し突撃艦の艦長に就任したばかりの主人公は、与えられた艦が新造艦だったため、演習を兼ねた慣熟航行でスファグノーフ侯国へ向かっていた。しかしその途中、正体不明の艦隊に囲まれ猛攻を受けている友軍の巡察艦ゴースロスを発見する。
ゴースロスの艦長・レクシュ百翔長（大佐に相当）から「速やかに戦域を離れ、脱出した連絡艇を回収しろ」との命令を受ける。主人公は命令に従ってゴースロスを見殺しにするか、命令に違反してゴースロスを救出するか、困難な選択を迫られる事になる。
命令に従った場合、レクシュは死亡する。一方、命令に反して救出した場合、生存したレクシュからそのことを厳しく叱責されると同時に感謝を示され、後にお礼として修理を終えたゴースロスを主人公の艦隊へ配備するよう手配してくれる。
その後、主人公は戦功が認められ昇進する。
強襲分艦隊ルート
ゴースロスの一件から3年後、主人公は第零艦隊所属強襲分艦隊司令官に就任する。一方、人類統合体の大佐アルベルト・クーンツは第1次帝都防衛戦で主人公に敗北したことで失脚して以降、主人公を倒す事に全てを賭けていた。そして、主人公はクーンツとの決戦に臨む。
特務艦隊ルート
ゴースロスの一件から3年後、主人公は情報局所属特務偵察艦隊司令官に就任する。そして主人公は、人類統合体が開発したアーヴのクローン「レプリカント」の第3世代・サードとの最終決戦に臨む。

## ゲームのオリジナル設定
レプリカント
人類統合体兵器研究所が従順な人造兵士として極秘裏に開発したアーヴのクローン種。捕らえたアーヴを実験材料とし、3段階のテスト生産を経て完成した。完成体である第3世代以前の世代で性能が一定基準に満たないレプリカントは、全て殺処分された。鹵獲した星界軍の軍艦を模造した艦隊を率いてアーヴ帝国領内に侵攻し、後述の「門発生装置」と組み合わせた運用で多大な戦果を挙げた。しかしそのあまりにも非人道的なプロジェクト内容から、人類統合体の内部からも批判が出ている。

門発生装置
通称「セイレン」。人工的に「門（一種のワームホール）」を作り出す事が出来る、人類統合体の秘密兵器。出口側の座標を自由に設定する事が可能で、上述のレプリカント艦隊をアーヴ帝国領内へ送り込むのに使用された。

第零艦隊
第1次帝都防衛戦後に、強力かつフットワークの軽い遊撃隊として新設された独立部隊。司令長官はアコンヤ千翔長。ラルリューブ鎮守府を母港として活動する。遂行した任務は敵兵器工場の破壊や占領されたハイド伯国の解放などで、いわば「表」の存在である。

特務偵察艦隊
第1次帝都防衛戦後に、カシュナンシュ情報局長官の発案で新設された情報局直属の特殊部隊。司令長官は主人公。遂行した任務は中立惑星の征服や占領された貴族領地の破壊、さらに戦争末期の天狼作戦時にはカシュナンシュ長官の独断で実在しない「第13艦隊」を名乗って戦線に紛れ込み、星界軍司令部にも報告していない作戦行動を取るなど、いわば「裏」の存在である。

## 主な登場人物
以下はゲームオリジナルのキャラクターと、原作に登場するが大幅なオリジナル設定が追加されているキャラクターのみを扱う。その他の原作登場キャラクターは星界シリーズの登場人物を参照のこと。

### アーヴ帝国
主人公（氏名はプレイヤーが任意に設定可能）
ゲーム中にビジュアルも音声も一切出ないため、性別や容姿は不明。軍籍番号900-86029。ゲーム開始時は十翔長に昇進したばかりの新米艦長。
関わりのある同僚・部下・上司の全てが一癖も二癖もある人物だらけ、人類統合体の精鋭部隊に付け狙われるなど、苦労が絶えない。
イーディア・ボルジュ＝メジュアス・デュラス
ゲーム開始時に選択出来るクルー候補の1人。女性。軍籍番号080-04824。ゲーム開始時は十翔長。髪は緑色のセミロングで、襟足が大きく外側にカールしている。容姿端麗なアーヴの例に漏れずプロポーションは抜群だが、やや童顔である。
主人公は気づいていないが、実は同時期に修技館（士官学校）に通っており、密かに主人公に片想いをしていた。結局、想いを告げるどころか存在を気づかれる事もなく卒業してしまったが、主人公が艦長になりクルーを募集している事を知り、副百翔長（中佐に相当）への昇進を辞退してクルー候補に名乗りを上げた。
良家の令嬢で控えめな性格だが、上記のように主人公の事となると普段からは考えられない行動力を発揮する。これらの設定がステータスにも反映されており、彼女はクルー候補8人の中で最も初期忠誠値が高く、他の7人の初期親密値が0であるのに対して最初から親密値が30もある。
リュージュ・ウェフ＝ガーロス・トロット
ゲーム開始時に選択出来るクルー候補の1人。男性。軍籍番号926-80943。ゲーム開始時は前衛翔士（大尉に相当）。長めの濃緑色の髪をオールバックにしている。
前職は貿易会社の社員で独立開業を目指しており、人脈の形成と情報収集のために星界軍に入隊した。軍以外での社会経験があるせいか非常に人当たりが良く、翔士（士官）としての能力も申し分ない。
グリュカシア・ウェフ＝ログダス・ヴェース
ゲーム開始時に選択出来るクルー候補の1人。女性。軍籍番号284-67194。ゲーム開始時は前衛翔士。
家徴（一族に共通する身体的特徴）である髪色「空色のグリュカシア」が広くアーヴ社会に知れ渡っているほどの名家の出身であり、美貌を活かしてファッションモデルをしていたこともある。
トライフとカシュナンシュの確執は、2人が彼女を巡って争った事に始まる。
フォシュデール・ボルジュ＝ファンドゥル・アドゥール
ゲーム開始時に選択出来るクルー候補の1人。男性。軍籍番号461-72984。ゲーム開始時は前衛翔士。髪色は紫で、やや長め。目付きが鋭い。
以前は情報局に勤務する千翔長（准将に相当）だったが、情報局の体質に嫌気がさして一度退役し、修技館に入り直したという異色の人物。入隊以来ずっと事務畑を歩いてきており情報局時代も本部で分析官をしていたため、軍艦に乗務するのは今回が初めてである。
マーヴェジュ・ウェフ＝サティ・サンシア
ゲーム開始時に選択出来るクルー候補の1人。女性。軍籍番号122-78492。ゲーム開始時は列翼翔士（少尉に相当）。
髪色は薄い緑色で、ウェーブのかかった長髪を襟足で1つに纏めている。非常に温和な性格で誰にでも分け隔てなく接するため同僚に人気があり、特に従士（下士官以下の軍人）達からは「女神」とまで讃えられている。語尾は「〜ですわ」。
ハリー・ボルジュ＝ロスダル・カッツ
ゲーム開始時に選択出来るクルー候補の1人。ハニア人とアーヴのハーフの男性。軍籍番号562-08221。ゲーム開始時は列翼翔士。
帝都ラクファカールに駐在していた外交官秘書のハニア人男性と、アーヴ女性を両親に持つ。
飛翔科を目指すも生まれつき空識覚が弱かったため採用されず、造船科のエンジニアとして勤務していた。しかしその後も諦めずに空識覚を強化する訓練を続け、このほど念願の飛翔科へ転科が認められた。
ルーキス・ボルジュ＝ルーキア・パーヴァル
ゲーム開始時に選択出来るクルー候補の1人。女性。軍籍番号374-68516。ゲーム開始時は列翼翔士。
青い髪をかなり短くカットしている。クルー候補8人の中で最年少のスレンダーで小柄な少女。努力家で能力的には優秀だが、極度の負けず嫌いで男性不信、感情の起伏が激しいなどの問題がある。
イシュエル・ウェフ＝ボルティージュ・イシュダル
ゲーム開始時に選択出来るクルー候補の1人。男性。軍籍番号814-57739。ゲーム開始時は列翼翔士。
紫色の短髪を真ん中で分けている。原作の主人公であるジントに似た風貌。
イシュエル家は通信業を営む富豪だが、家業を継ぐのが嫌で星界軍に入隊した。非常に女好きで、修技生時代にはプレイボーイとして知られていた。明るくノリが良い反面、そのノリが問題を引き起こす事も少なくない。
ルーフ・スューヌ＝ロゴス・アレーシュ子爵・リュスガル
新米艦長である主人公のお目付け役として派遣された参謀。男性。ゲーム開始時は百翔長。髪色は紺。やや面長。
生真面目で何事も合理性を重視する性格で、感情表現に乏しいため冷淡な人物だと誤解されやすいが、長年交際している想人（恋人）を熱愛しているという一面もある。
想人が乗務する補給艦が人類統合体に鹵獲されてしまい、想人を人質に取られ星界軍の情報を渡すよう脅迫を受ける。脅迫を受けている事を誰にも相談せず、要求を呑んで情報を流すふりをして星界軍内に潜伏していた人類統合体工作員を摘発したため、問題は解決したものの反逆罪に問われる結果になってしまう。しかも想人は脅迫があった時点ですでに殺害されていた。この想人を素体として造りだされたのがレプリカントである。
リメル・ウェフ＝ワース・ファンドラ
強襲分艦隊ルートでルーフの後任として派遣されてくる参謀。女性。登場時は十翔長。ウェーブのかかった豊かな長髪は明るい紫色で、両サイドに垂らした前髪の先端はドリル状になっている。
修技館を首席で卒業した才媛で、前職は艦隊旗艦での情報分析官。前任者のルーフ同様に冷静沈着でそっけない態度をしているが、個人的に親しくなった相手には素の表情を見せる。
なぜか王族アブリアル家特有の家徴である尖った耳を持ち、皇太子で帝国艦隊総司令長官でもあるドゥサーニュの写真を肌身離さず持ち歩いているが、理由は不明のままである。
フォルシュ・アロン＝フリート・ヤルリューム・アルネージュ
女性。登場時は百翔長。赤紫色の髪をツインテールにしている。テールの先はドリル状。不老種族であるアーヴの中でもかなり若い容姿で、実年齢のわりに幼く見える。
フォルシュ家は反物質燃料と鉱物資源の売買で財を成した帝国貴族である。カシュナンシュ情報局長官直属の部下で、主人公へ長官の命令を伝える連絡将校を務める。
神出鬼没で、主人公のいる所へどこからともなく現れる。体は小さいが態度は大きく、誰が相手だったとしてもその言動には遠慮というものが微塵も感じられない。
あるエンディングでは、主人公の部屋のセキュリティロックを破って室内に侵入してくるという暴挙を働く。
アーヴの名前は日本人の氏名と同様、姓が最初で個人名が最後に来る方式で、姓で呼ばれるのが通常だが、なぜか彼女だけはウィンドウの発言者表示でも会話テキスト中でも常に「アルネージュ」と個人名が表示される。
レクシュ・ウェフ＝ローベル・プラキア
女性。登場時は百翔長。巡察艦ゴースロス艦長。
スファグノーフ侯国へ向かう途上、人類統合体の突撃艦10隻に襲撃される。そこへ主人公の突撃艦が通りかかった事から、本作の物語が始まった。
救援を申し出る主人公に対し、戦域を離脱して航行日誌と非戦闘員を乗せ脱出した連絡艇を回収するよう命じる。
以前は修技館で教官を務めており、修技生達を前にアーヴの矜持を説く演説をしているシーンがある。
トライフ・ボルジュ＝ユブデール・レムセール
男性。登場時は提督（中将に相当）。ラルリューブ鎮守府副長官。主人公はラルリューブ鎮守府の所属であるため、強襲分艦隊ルートでは直接関係し得る最上級の上官となる。
かつてグリュカシアを巡りカシュナンシュと激しく争った事がある。
カシュナンシュ・ウェフ＝ゴス・エール
男性。登場時は提督。情報局長官。特務艦隊ルートでは主人公の能力に目を付け、直属の特務偵察艦隊司令官としてラルリューブ鎮守府から引き抜いた。
かつてグリュカシアを巡りトライフと激しく争った事がある。
アコンヤ
男性。登場時は千翔長。ラルリューブ鎮守府所属の第零艦隊司令長官であり、強襲分艦隊ルートでは主人公の直属の上官となる。
上官のトライフ同様、情報局嫌いである。
シフラ
男性。登場時は百翔長。ゲーム序盤の一時期、主人公の直属の上官となる戦隊司令。個性的なアーヴの中でも特に奇抜な人物で、「自分はやがて皇帝になる」と公言して憚らない。

### 人類統合体
ファースト
第1世代のレプリカント。10歳程度の子供の姿をしている。
気が弱い上に感受性が強い性格のため、戦闘で敵を殺す事に強い罪悪感を抱き、また自身の強大な戦闘能力にも恐怖心を抱いていた。その優しい性格を欠陥と看做されてしまう。
なお後述のセカンドとサードも含め、レプリカントは素体にされたルーフの想人に外見が瓜二つである。
セカンド
第2世代のレプリカントで、ファーストの6か月後に生産された改良型にあたる。ローティーンの少年の姿をしている。
ファーストの気弱な性格を逆方向へ修正した上、何かにつけファーストと比較され続けたために人間不信となっており、能力は優秀だが情緒不安定で性格的に破綻してしまっている。その起伏の激しい性格を欠陥と看做されてしまう。
サード
第3世代のレプリカント。ハイティーンの少年の姿をしている。感情を排除する修正を加えられた完成型。与えられたアーヴ抹殺という使命を粛々と遂行する。特務艦隊ルートでは最終ボスに当たる。
アルベルト・クーンツ
男性。登場時は大佐。かつては士官学校の教官を務めていた。
精鋭部隊を指揮する優秀な指揮官だったが、第1次帝都防衛戦で主人公に敗北したために失脚した。以降、主人公を倒す事に全てを賭けてくる。
強襲分艦隊ルートでは最終ボスに当たる。
マクマラ
男性。クーンツの副官。教官時代のクーンツの教え子でもある。
フェアバンクス
男性。3ヵ国連合軍准尉。レプリカント開発の責任者で、柔和な顔付きに反して非常に冷酷な人物であり、非人道的な研究も良心の呵責を覚える事なく実行する。レプリカント達の保護者という立場でもあるが、彼を慕うレプリカントを実験動物程度にしか見ていない。
カノー
男性。3ヵ国連合軍少尉。フェアバンクスの護衛としてレプリカント研究チームに配属される。その内容を知って憤慨して転属を申請したが認められず、レプリカントに愛情を注がないフェアバンクスに代わって、せめて自分が父親役になろうと努めた。
カーク・ランディッシュ
男性。3ヵ国連合軍元帥。出番は少ないが、本作における敵側の総司令官である。
ランドクリフ
男性。少尉。クレールの兄。門発生装置「セイレン」開発チームのスタッフ。
妹の恋心を利用して彼女を死に追いやった上官のシュルツを恨んでおり、後に報復した。
クレール
女性。准尉。ランドクリフの妹。門発生装置「セイレン」開発チームのスタッフ。
上官であるシュルツに想いを寄せていたが、その心情をシュルツに利用されて命を落とす。
ロイス・シュルツ
男性。3ヵ国連合軍准将。元人類統合体兵器研究所所長で、門発生装置「セイレン」開発チームのスタッフ。
自身の研究のために部下のクレールの恋心を利用して彼女を死なせたためランドクリフの恨みを買い、後に報復に遭って死亡した。
カシエル・ラガーフェルド
男性。3ヵ国連合軍少佐。「ネイサン・オドネル」という偽名を使い、特務艦隊本部旗艦第38区環境整備班所属の従士として勤務していた工作員。
ルーフを脅迫して星界軍の情報を提供させようとしたが、逆にルーフの仕掛けた罠にはまり逮捕された。
ジョーンズ
男性。人類統合体大佐。艦隊指揮官だが身勝手な性格の上に無能だったため、部下の反乱を招いた。
アイヒマン
男性。人類統合体中尉。ジョーンズの補佐官。ジョーンズがあまりにも無能であったため、彼を排除して艦隊の指揮権を掌握した。

### その他の登場人物
グェン・タウロン
元ラクファカール駐在のハニア連邦大使。親アーヴ派。
一旦は4ヵ国連合から脱退したハニア連邦政府が再び対アーヴ帝国戦争に参戦する気配を見せたため、身の危険を感じ亡命を試みたが失敗して逮捕された。死刑が確実視されていたが、移送途中に主人公率いる特務艦隊によって救出された。
サディアス・オクタビア
地表の7割が兵器製造工場で占められている惑星コンパルサの代表。いわゆる死の商人である。アロハシャツを着用し、耳にハイビスカスの花を一輪挿しているという、胡散臭い人物。
主な顧客は人類統合体だが、情報の取引を持ちかけて主人公に接触してくる。
ティア
オクタビアの補佐をしている少女。常に無表情で、会話も感情の感じられない機械的なもの。

## 兵器

### アーヴ帝国の兵器
通常突撃艦
ガルム級に類似したデザイン。主人公が最初に与えられる突撃艦はこの級である。耐久値が低いので、機動力を活かした運用が必要。船体の塗装は青。
新型突撃艦
ロイル級に類似したデザイン。通常突撃艦より全体的に強化されているが、耐久値だけが据え置きされている。船体の塗装は青。
護衛艦
ヘージュ級そのままのデザイン。艦艇同士の直接戦闘では何の役にも立たないが、この級を編成に組み込んでいると機雷攻撃を受けた際の迎撃成功率が大幅に上がる。船体の塗装は薄紅。
通常巡察艦
ロス級に類似したデザインだが、ゴースロスより一回り性能が低い・ゴースロスより質量が大きい・「旧式の巡察艦」と言われている。艦艇同士の直接戦闘で主力となる級。旧式とはいえ高い耐久値・火力値を持ち、機雷を8発積載している。護衛艦ほどではないが、ある程度の機雷迎撃能力もある。船体の塗装は赤紫。
大型巡察艦
オリジナルデザイン。ロス級などと異なり、船首方向へ向けた電磁投射砲の砲塔は船体に内蔵されている。艦隊旗艦としての運用を想定して設計されている。通常巡察艦の1.5倍を超える耐久値を持ち、機雷を20発も積載している。また護衛艦と同等の機雷迎撃能力がある。
プレイヤーが入手出来る艦艇としては最も高性能の級だが、質量が通常突撃艦の4倍以上もあるため、運用には工夫が必要。船体の塗装は薄茶。
強襲巡察艦
オリジナルデザイン。全ての武装が内蔵式になり、通常巡察艦より見た目がすっきりした。能力的には通常巡察艦の欠点であった質量を3割ほど軽量化した級で、運用の幅が広がった。しかしその代わり機雷積載数が2発減り、機雷迎撃能力も3分の1に低下してしまっている。船体の塗装は青。
戦列艦
ソーフ級に類似したデザイン。船体の前半分が縦に開き、その断面にずらりと機雷射出口が並んでいる。機雷攻撃に特化された級で、護衛艦同様に艦艇同士の直接戦闘では何の役にも立たない。ただし大型艦なので、大型巡察艦に次いで高い耐久値を持っている。機雷を26発積載している。船体の塗装はグレー。
補給艦
他の友軍艦艇の耐久値と機雷積載数を回復する事が出来る特殊な級。1隻の補給艦がそのステージ中に回復出来る総量は上限が定められており、耐久値を300、機雷積載数を12までとなっている。やはり艦艇同士の直接戦闘では何の役にも立たない。
ゴースロス
最新鋭のロス級巡察艦。艦長はレクシュ百翔長。全長1282m、定員220名。
ロス級はビルシュ級を小型化した上で性能向上を図った級なので、通常巡察艦よりも一回り高い戦闘能力を持ちながら質量は2割ほど軽量化されている。機雷積載数は2発増えて10発となっている。船体の塗装は青。側面に黄色い星型のマークが付いている。
ゲーム序盤でレクシュ百翔長の命令を無視して救出に成功すると、後に彼女の好意で主人公の艦隊へ配備されてくる。
ラーシュカウ
カウ級巡察艦なのだが、デザインはロス級に類似している上、性能は完全にゴースロスと同じ。艦長はスポール准提督（少将に相当）。偵察分艦隊「フトゥーネ」の旗艦。船体の塗装は赤紫。
ゲームの進行によっては、スポールごと主人公の艦隊に編入されてくる。

### 人類統合体の兵器
人類統合体の艦艇は、船体の塗装が緑で統一されている。
突撃艦
推力値以外は全てアーヴ帝国の通常突撃艦に劣る。対艦用武装として、艦本体よりも全長の長い巨大な核ミサイルを4発搭載している。
護衛艦
突撃艦を改修して建造された級。核ミサイルの代わりに大型のスラスターが取り付けられている。機雷迎撃能力はアーヴ帝国の護衛艦に劣る。やはり艦艇同士の直接戦闘では何の役にも立たない。
巡察艦
火力値以外の全ての能力でアーヴ帝国の通常巡察艦を上回る級。機雷を6発積載している。指揮官が優秀だった場合、非常にやっかいな相手となる。
戦列艦
船体が中央で左右に開き、その断面にずらりと機雷射出口が並んでいる。機雷攻撃に特化された級で、24発積載している。護衛艦同様に艦艇同士の直接戦闘では何の役にも立たない。しかもアーヴ帝国の戦列艦と異なり、巡察艦並みの耐久値しかない。機雷攻撃に対処出来るなら、良いカモである。
強襲巡察艦
鹵獲したアーヴ帝国の強襲巡察艦を模造した級で、コピー艦ながらオリジナルと全く同じ能力を持っている。レプリカント艦隊の主力として運用されている。
無人戦闘機
アーヴ帝国の連絡艇以下の性能しかない、機動ユニット。